# Góry (Rywociny)
Góry – zniesiona część wsi Rywociny w Polsce, położona w województwie warmińsko-mazurskim, w powiecie działdowskim, w gminie Działdowo. 
Nazwę zniesiono z 2025 r.
W latach 1975–1998 Góry administracyjnie należały do województwa ciechanowskiego.